# Flèche wallonne 2009
La 73e édition de la Flèche wallonne a eu lieu le mercredi 22 avril 2009, entre Charleroi et Huy, sur une distance de 200 kilomètres et s'est terminée par l'arrivée traditionnelle au Mur de Huy. La victoire est revenue pour la troisième fois à l'Italien Davide Rebellin. Grâce à ce succès, il devient à 37 ans le codétenteur du record des victoires à égalité avec son compatriote Moreno Argentin et les Belges Marcel Kint et Eddy Merckx.
La Flèche wallonne est la seconde des trois courses ardennaises entre l'Amstel Gold Race et Liège-Bastogne-Liège.

## Présentation

### Parcours
Partant de Charleroi, la course emprunte les côtes d'Ereffe, de Peu d'Eau, de Haut-Bois, de Thon, de Bonneville, de Bohissau, de Ahin. Le peloton gravira en outre deux fois le Mur de Huy, aux kilomètres 67 et 96,5 avant l'arrivée

### Équipes participantes
| ProTeams (17)- Columbia-High Road - Silence-Lotto - Lampre-NGC - Rabobank - Liquigas - Caisse d'Épargne - AG2R La Mondiale - BBox Bouygues Telecom - Euskaltel-Euskadi - Quick Step - Katusha - Astana - La Française des jeux - Team Milram - Garmin-Slipstream - Cofidis, le Crédit en Ligne - Saxo Bank Équipes continentales professionnelles (8)- Androni Giocattoli-Serramenti PVC Diquigiovanni - Barloworld - Landbouwkrediet-Colnago - Agritubel - Cervélo TestTeam - Skil-Shimano - Topsport Vlaanderen-Mercator - Vacansoleil |
| |

### Favoris
Kim Kirchen, vainqueur de la dernière édition, les anciens vainqueurs Davide Rebellin et Alejandro Valverde, ainsi que Cadel Evans, Damiano Cunego ou Andy Schleck comptent parmi les principaux favoris de l'épreuve.

## La course

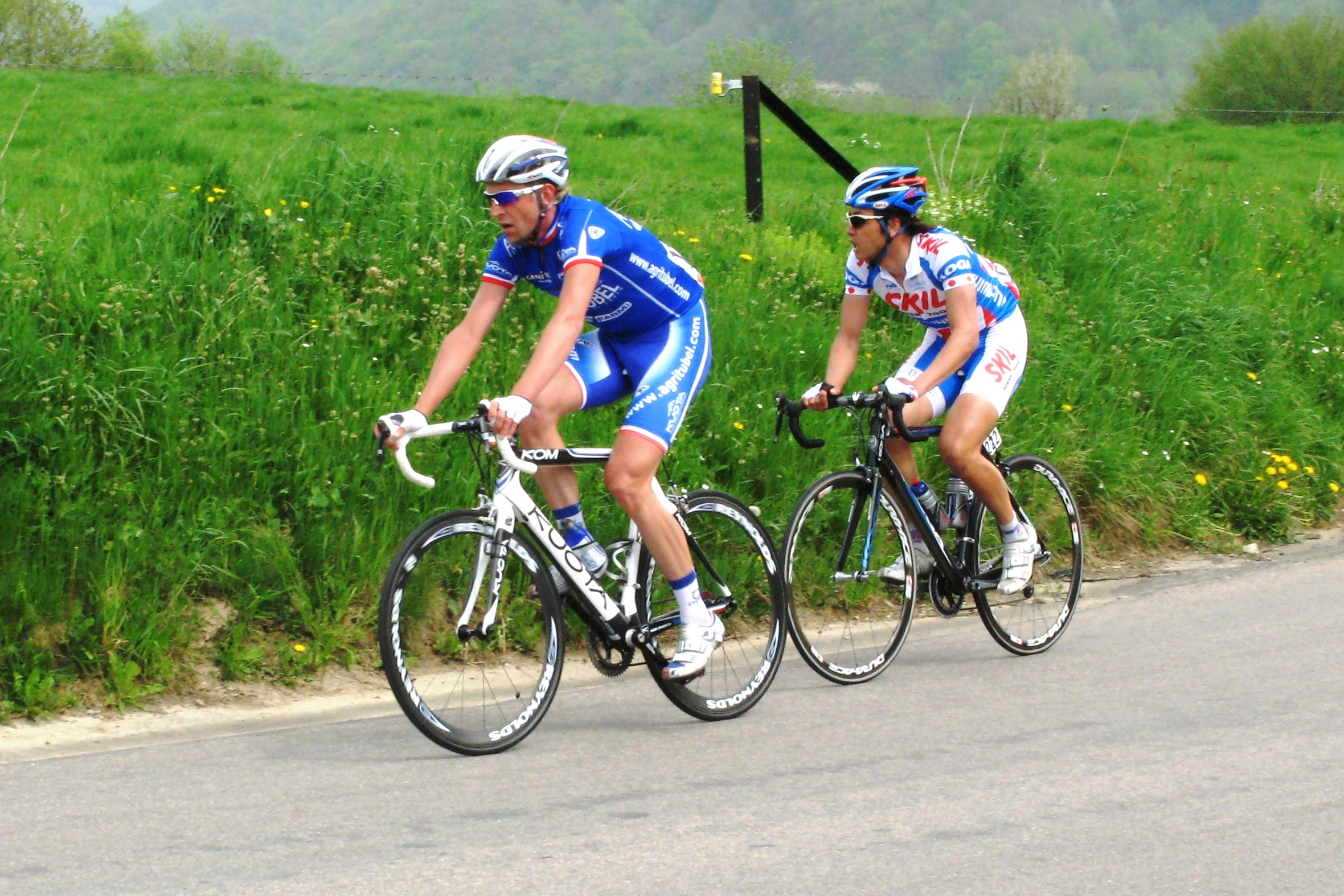
Christophe Moreau et Fumiyuki Beppu

Cette édition a été marquée par la longue échappée de Christophe Moreau qui fut longtemps accompagné par le Japonais Fumiyuki Beppu. Ils ont compté jusqu'à 15 minutes d'avance sur le peloton et se sont fait rattraper respectivement à 24 et à 55 km du Mur de Huy.
Plusieurs coureurs ont à leur tour tenté de sortir du peloton, sans succès. C'est donc un peloton conséquent qui s'est présenté devant la dernière difficulté : le Mur de Huy et son passage à 25 %. Le Français David Le Lay lança une attaque à 500 m de la ligne d'arrivée mais il fut rattrapé lors du passage le plus difficile du Mur, par un groupe emmené par l'Australien Cadel Evans. À 100m du but, Andy Schleck et Davide Rebellin, bien emmenés par Evans lancèrent leur sprint. Rebellin était le plus fort et déposa le Luxembourgeois qui réussit à conserver la deuxième place.
Une semaine après la course, Davide Rebellin est cependant annoncé positif à l'EPO CERA lors des Jeux olympiques de Pékin.

## Classement
| \| Classement général \| Classement général \| Classement général \| Classement général \| Classement général \| \| Coureur \| Coureur \| Pays \| Équipe \| Temps \| \| ------------------ \| -------------------- \| ------------------ \| ----------------------------------------------- \| ------------------ \| \| 1er \| Davide Rebellin \| Italie \| Serramenti PVC Diquigiovanni-Androni Giocattoli \| 4 h 42 min 15 s \| \| 2e \| Andy Schleck \| Luxembourg \| Saxo Bank \| + 2 s \| \| 3e \| Damiano Cunego \| Italie \| Lampre-NGC \| + 2 s \| \| 4e \| Samuel Sánchez \| Espagne \| Euskaltel-Euskadi \| + 7 s \| \| 5e \| Cadel Evans \| Australie \| Silence-Lotto \| + 7 s \| \| 6e \| Thomas Lövkvist \| Suède \| Columbia-High Road \| + 7 s \| \| 7e \| Alejandro Valverde \| Espagne \| Caisse d'Épargne \| + 11 s \| \| 8e \| Simon Gerrans \| Australie \| Cervélo TestTeam \| + 11 s \| \| 9e \| Michael Albasini \| Suisse \| Columbia-High Road \| + 11 s \| \| 10e \| Rinaldo Nocentini \| Italie \| AG2R La Mondiale \| + 15 s \| \| 11e \| Clément Lhotellerie \| France \| Vacansoleil \| DQ \| \| 12e \| David Le Lay \| France \| Agritubel \| + 21 s \| \| 13e \| Sergueï Ivanov \| Russie \| Katusha \| + 21 s \| \| 14e \| Ben Hermans \| Belgique \| Topsport Vlaanderen-Mercator \| + 21 s \| \| 15e \| Chris Anker Sørensen \| Danemark \| Saxo Bank \| + 21 s \| \| 16e \| Dries Devenyns \| Belgique \| Quick Step \| + 24 s \| \| 17e \| Bert De Waele \| Belgique \| Landbouwkrediet-Colnago \| + 26 s \| \| 18e \| Fabian Wegmann \| Allemagne \| Team Milram \| + 26 s \| \| 19e \| Enrico Gasparotto \| Italie \| Lampre-NGC \| + 26 s \| \| 20e \| Guillaume Levarlet \| France \| La Française des jeux \| + 26 s \| |                      |            |                                                 |                 |
| |                      |            |                                                 |                 |
| |                      |            |                                                 |                 |
| Classement général |                      |            |                                                 |                 |
| Coureur | Coureur              | Pays       | Équipe                                          | Temps           |
| 1er | Davide Rebellin      | Italie     | Serramenti PVC Diquigiovanni-Androni Giocattoli | 4 h 42 min 15 s |
| 2e | Andy Schleck         | Luxembourg | Saxo Bank                                       | + 2 s           |
| 3e | Damiano Cunego       | Italie     | Lampre-NGC                                      | + 2 s           |
| 4e | Samuel Sánchez       | Espagne    | Euskaltel-Euskadi                               | + 7 s           |
| 5e | Cadel Evans          | Australie  | Silence-Lotto                                   | + 7 s           |
| 6e | Thomas Lövkvist      | Suède      | Columbia-High Road                              | + 7 s           |
| 7e | Alejandro Valverde   | Espagne    | Caisse d'Épargne                                | + 11 s          |
| 8e | Simon Gerrans        | Australie  | Cervélo TestTeam                                | + 11 s          |
| 9e | Michael Albasini     | Suisse     | Columbia-High Road                              | + 11 s          |
| 10e | Rinaldo Nocentini    | Italie     | AG2R La Mondiale                                | + 15 s          |
| 11e | Clément Lhotellerie  | France     | Vacansoleil                                     | DQ              |
| 12e | David Le Lay         | France     | Agritubel                                       | + 21 s          |
| 13e | Sergueï Ivanov       | Russie     | Katusha                                         | + 21 s          |
| 14e | Ben Hermans          | Belgique   | Topsport Vlaanderen-Mercator                    | + 21 s          |
| 15e | Chris Anker Sørensen | Danemark   | Saxo Bank                                       | + 21 s          |
| 16e | Dries Devenyns       | Belgique   | Quick Step                                      | + 24 s          |
| 17e | Bert De Waele        | Belgique   | Landbouwkrediet-Colnago                         | + 26 s          |
| 18e | Fabian Wegmann       | Allemagne  | Team Milram                                     | + 26 s          |
| 19e | Enrico Gasparotto    | Italie     | Lampre-NGC                                      | + 26 s          |
| 20e | Guillaume Levarlet   | France     | La Française des jeux                           | + 26 s          |

## Liste des participants
| Columbia-High Road | Silence-Lotto | Lampre-NGC |
| - 01. Kim Kirchen - 02. Michael Albasini - 03. Thomas Lövkvist - 04. Craig Lewis - 05. Tony Martin - 06. Maxime Monfort - 07. Marco Pinotti - 08. František Raboň                          | - 11. Cadel Evans - 12. Christophe Brandt - 13. Francis De Greef - 14. Thomas Dekker - 15. Philippe Gilbert - 16. Staf Scheirlinckx - 17. Jurgen Van den Broeck - 18. Jelle Vanendert        | - 21. Damiano Cunego - 22. Matteo Bono - 23. Enrico Gasparotto - 24. Francesco Gavazzi - 25. Manuele Mori - 26. Daniele Righi - 27. Mauro Santambrogio - 28. Paolo Tiralongo             |
| Rabobank | Serramenti PVC Diquigiovanni | Liquigas |
| - 32. Mauricio Ardila - 33. Stef Clement - 34. Óscar Freire - 35. Juan Manuel Gárate - 36. Koos Moerenhout - 37. Grischa Niermann - 38. Bram Tankink - 40. Pieter Weening                  | - 41. Davide Rebellin - 42. Rubens Bertogliati - 43. Francesco Ginanni - 44. Luis Ángel Maté - 45. Nazareno Rossi - 46. Michele Scarponi - 47. José Serpa - 48. Luca Solari                  | - 51. Roman Kreuziger - 52. Valerio Agnoli - 53. Aliaksandr Kuschynski - 54. Vincenzo Nibali - 55. Ivan Santaromita - 56. Gorazd Štangelj - 57. Brian Vandborg                           |
| Caisse d'Épargne | Barloworld | AG2R La Mondiale |
| - 61. Alejandro Valverde - 62. Rui Costa - 63. Vasil Kiryienka - 64. Alberto Losada - 65. Luis Pasamontes - 66. Óscar Pereiro - 67. Joaquim Rodríguez - 68. Rigoberto Urán                 | - 71. John-Lee Augustyn - 73. Patrick Calcagni - 74. Giampaolo Cheula - 75. Marco Corti - 76. Steve Cummings - 77. Christopher Froome - 78. Paolo Longo Borghini                             | - 81. Rinaldo Nocentini - 82. José Luis Arrieta - 83. Hubert Dupont - 84. Alexander Efimkin - 85. Vladimir Efimkin - 86. Julien Loubet - 87. Christophe Riblon - 88. Nicolas Roche       |
| BBox Bouygues Telecom | Landbouwkrediet | Euskaltel-Euskadi |
| - 92. Olivier Bonnaire - 93. Pierrick Fédrigo - 94. Cyril Gautier - 95. Perrig Quéméneur - 96. Laurent Lefèvre - 97. Pierre Rolland - 98. Matthieu Sprick - 99. Yukiya Arashiro            | - 101. Bert De Waele - 102. Dirk Bellemakers - 103. Jonathan Bertrand - 104. Sébastien Delfosse - 105. Benjamin Gourgue - 106. Kevin Neirynck - 107. Bert Scheirlinckx - 108. Geert Verheyen | - 111. Samuel Sánchez - 112. Iñaki Isasi - 113. Íñigo Landaluze - 114. Egoi Martínez - 115. Juan José Oroz - 116. Alan Pérez - 117. Rubén Pérez - 118. Gorka Verdugo                     |
| Quick Step | Katusha | Astana |
| - 121. Jérôme Pineau - 122. Carlos Barredo - 123. Dario Cataldo - 124. Allan Davis - 125. Dries Devenyns - 126. Addy Engels - 127. Francesco Reda - 128. Kevin Seeldraeyers                | - 131. Sergueï Ivanov - 132. Alexandre Botcharov - 133. Pavel Brutt - 134. Nikita Eskov - 135. Sergueï Klimov - 136. Luca Mazzanti - 137. Christian Pfannberger - 138. Ben Swift             | - 141. Haimar Zubeldia - 142. Assan Bazayev - 143. Alexsandr Dyachenko - 144. Jesús Hernández - 145. Maxim Iglinskiy - 146. Berik Kupeshov - 147. Dmitriy Muravyev - 148. Benjamín Noval |
| La Française des jeux | Team Milram | Agritubel |
| - 151. Sandy Casar - 152. Jérôme Coppel - 153. Frédéric Guesdon - 154. Christophe Le Mével - 155. Guillaume Levarlet - 156. Francis Mourey - 157. Benoît Vaugrenard - 158. Jussi Veikkanen | - 161. Peter Velits - 162. Johannes Fröhlinger - 163. Christian Knees - 164. Thomas Rohregger - 165. Ronny Scholz - 166. Paul Voss - 167. Fabian Wegmann - 168. Peter Wrolich                | - 171. Christophe Moreau - 172. Maxime Bouet - 173. Sylvain Calzati - 174. Rémi Cusin - 175. Romain Feillu - 176. Yann Huguet - 177. David Le Lay - 178. Geoffroy Lequatre               |
| Cervélo TestTeam | Garmin-Slipstream | Cofidis |
| - 181. Simon Gerrans - 182. Philip Deignan - 183. Xavier Florencio - 184. Volodymyr Gustov - 185. Ted King - 187. Serge Pauwels - 188. Marcel Wyss - 190. Dan Fleeman                      | - 191. Jason Donald - 192. Tom Danielson - 193. Lucas Euser - 194. Ryder Hesjedal - 195. Daniel Martin - 196. Christian Meier - 197. Thomas Peterson - 198. Ricardo van der Velde            | - 201. Julien El Fares - 202. Mickaël Buffaz - 203. Leonardo Duque - 204. Bingen Fernández - 205. Maryan Hary - 206. Amaël Moinard - 207. Nico Sijmens - 208. Rein Taaramäe              |
| Team Saxo Bank | Skil-Shimano | Topsport Vlaanderen-Mercator |
| - 211. Lasse Bøchman - 212. Jakob Fuglsang - 213. Alexandr Kolobnev - 214. Karsten Kroon - 215. Gustav Larsson - 216. Andy Schleck - 217. Chris Anker Sørensen - 218. Nicki Sørensen       | - 221. Jonathan Hivert - 222. Fumiyuki Beppu - 223. Yukihiro Doi - 224. Theo Eltink - 225. Simon Geschke - 226. Floris Goesinnen - 227. Thierry Hupond - 228. Albert Timmer                  | - 231. Jan Bakelants - 232. Johan Coenen - 233. Tom Criel - 234. Thomas De Gendt - 235. Ben Hermans - 236. Sven Renders - 237. Preben Van Hecke - 238. Kristof Vandewalle                |
| Vacansoleil | | |
| - 241. Matteo Carrara - 242. Reinier Honig - 243. Johnny Hoogerland - 244. Sergueï Lagoutine - 245. Clément Lhotellerie - 246. Gerben Löwik - 247. Marco Marcato - 248. Wout Poels         | | |